# Louis Tobback
Louis Marie Joseph Tobback (Leuven, 3 mei 1938) is Belgisch socialistisch politicus voor de BSP en diens opvolgers SP, sp.a en Vooruit. 

## Levensloop
In 1962 werd Tobback licentiaat in de Romaanse filologie aan de VUB. Beroepshalve werd hij van 1962 tot 1974 leraar Frans in het Koninklijk Atheneum van Leuven. Van 1984 tot 1987 was hij tevens lid van de raad van bestuur van de VUB.
Hij begon zijn politieke loopbaan toen hij in 1965 voor de BSP lid werd van de Leuvense Commissie van Openbare Onderstand (COO), wat hij bleef tot in 1970. Sinds 1971 is hij gemeenteraadslid van deze stad, waar hij van 1971 tot 1976 schepen van Openbare Werken was. In 1995 volgde hij er Alfred Vansina op als burgemeester, een functie die hij uitoefende tot 2018. Hij werd in deze hoedanigheid opgevolgd door partijgenoot Mohamed Ridouani.
In maart 1974 werd Tobback voor het arrondissement Leuven verkozen in de Kamer van volksvertegenwoordigers, waar hij tot in november 1991 bleef zetelen. Vervolgens zetelde hij van november 1991 tot mei 2003 in de Senaat. Hierdoor zetelde hij automatisch ook in de Cultuurraad voor de Nederlandse Cultuurgemeenschap (1974-1980) en de Vlaamse Raad (1980-1995). Van 1978 tot 1988 was hij in de Kamer voorzitter van de BSP- en vervolgens de SP-fractie. Als fractieleider in de Kamer van volksvertegenwoordigers werd Tobback een controversieel, doch populair en gewaardeerd politicus, zowel binnen als buiten zijn partij. Berucht zijn zijn oneliners, korte en gevatte uitspraken waarmee hij voor tegenstanders, maar ook voor medestanders, de stand van zaken samenvatte en tegelijk zijn mening daarover duidelijk kenbaar maakte. Zijn krakend-schorre stem versterkte het effect. Het is in deze periode dat de rakettenkwestie uitbrak rond de plaatsing van middellangeafstandskruisraketten in Florennes. Tobback noemde zich "een koele NAVO-minnaar", maar verzette zich tegen de plaatsing van dit nieuwe type kernwapens.
Van mei 1988 tot oktober 1994 was Tobback minister van Binnenlandse Zaken en Ambtenarenzaken in de regering-Martens VIII, -Martens IX en -Dehaene I. Ook had hij van 1988 tot 1992 de bevoegdheden 'Modernisering van de Openbare Diensten' en 'Nationale Wetenschappelijke en Culturele Instellingen'. De Belgische regeringen waarin hij minister was zullen vooral herinnerd worden als die van de besparingen: om tegemoet te komen aan de Maastrichtnormen van de Europese Unie moest de regering onder leiding van de christendemocraat Jean-Luc Dehaene drastisch ingrijpen in de begroting en de staatsschulden fors afbouwen. Het was geen geheim dat Tobback en Dehaene zeer goed met elkaar konden opschieten en beiden een uitgesproken voorkeur hadden voor de coalitie van socialisten en christendemocraten die van 1988 tot 1999 België regeerde. In 1990 ondertekende en bekrachtigde hij samen met 14 andere regeringsleiders een van de meest liberale abortuswetgevingen ter wereld. In oktober 1994 gaf Tobback zijn ministerschap op om burgemeester van Leuven te worden, een functie die hij vanaf januari 1995 bekleedde, steeds in een rooms-rode coalitie tussen de SP/sp.a en de CVP/CD&V. Op 30 april 1995 werd hij benoemd tot minister van Staat.
In oktober 1994 volgde hij Frank Vandenbroucke op als partijvoorzitter van de SP, een functie die hij tot in april 1998 uitoefende. De partij beleefde op dat moment een moeilijke tijd, door het Agustaschandaal dat kort tevoren was uitgebroken. Tobback slaagde er evenwel in om het verlies van de SP bij de federale en regionale verkiezingen in 1995 te beperken. Ook lanceerde hij een ideologische en organisatorische vernieuwing binnen de partij. Norbert De Batselier werkte het nieuwe inhoudelijk project uit, gefinaliseerd in het Toekomstcongres van mei 1998. De jonge Steve Stevaert kreeg de opdracht mee om nieuwe mensen te zoeken. In april 1998 werd Tobback in dramatische omstandigheden voor de laatste keer minister van Binnenlandse Zaken, wanneer na de ontsnapping van Marc Dutroux zijn opvolger en voorganger Johan Vande Lanotte ontslag nam. Korte tijd later, in september 1998, kwam de afgewezen Nigeriaanse asielzoekster Semira Adamu bij haar gedwongen uitwijzing om het leven. Het kwam tot hevige protesten. Tobback verdedigde het uitwijzingsbeleid, maar desondanks nam hij ontslag als minister omdat hij vond dat hij politiek verantwoordelijk was voor de dood van Adamu.
Bij de provincieraadsverkiezingen in oktober 2012 kwam Tobback op als lijstduwer voor sp.a in het district Leuven. Ook was hij lijsttrekker in de stad Leuven. Zijn partij bleef ondanks verlies de grootste, de Rooms-rode coalitie met CD&V bleef behouden en Tobback bleef burgemeester. In mei 2014 duwde hij bij de Kamerverkiezingen de Vlaams-Brabantse kieslijst, maar werd (nipt) niet verkozen. In december 2015 stelde sp.a Leuven Mohamed Ridouani voor als opvolger van Tobback als lijsttrekker in 2018. Bij de verkiezingen in oktober 2018 werd Tobback als lijstduwer verkozen voor Leuven en sleepte hij ook een provincieraadszetel in de wacht. Hij besloot zijn mandaat als gemeenteraadslid niet op te nemen zodat zijn zoon Bruno daar kon zetelen, maar besloot wel naar de provincieraad te gaan. Op 3 december 2018 legde hij de eed af als lid van de driekoppige sp.a-fractie in de Vlaams-Brabantse provincieraad. Bij de lokale verkiezingen van oktober 2024 werd hij op 86-jarige leeftijd voor Vooruit herkozen als provincieraadslid en ging hij opnieuw zetelen.
Louis Tobback is niet enkel de vader van sp.a-kopstuk Bruno Tobback, maar tevens de politieke vader van Frank Vandenbroucke en Johan Vande Lanotte, die beiden minister werden en topfiguren binnen de sp.a waren.

## Eretekens
- België: Grootkruis in de Orde van Leopold II. KB 11 mei 2003
- België: Grootofficier in de Leopoldsorde (19 mei 1995)[3]
- België: Minister van Staat, KB 30 januari 1995
- België: Erepenning KU Leuven, 6 november 2018[28]
- België: Ereburgemeester Leuven, 4 november 2019[29]

## Wetenswaardigheden
- In politieke cartoons wordt hij vaak met een buldog vergeleken.
- In de satirische strip Pest in 't Paleis (1983) van Guido Van Meir en Jan Bosschaert wordt hij voorgesteld als "graaf Toebak".
- In de stripreeks Nero had hij in strook 88-92 van het album Singbonga (1996) een cameo.
- Hij is onder meer geïmiteerd door Dirk Denoyelle.
- In het achtste seizoen van De Slimste Mens ter Wereld was hij een van de negen juryleden.